# Ceraeochrysa everes
Ceraeochrysa everes is een insect uit de familie van de gaasvliegen (Chrysopidae), die tot de orde netvleugeligen (Neuroptera) behoort. 
Ceraeochrysa everes is voor het eerst wetenschappelijk beschreven door Banks in 1920.